# Anycles anthracina
Anycles anthracina är en fjärilsart som beskrevs av Walker 1854. Anycles anthracina ingår i släktet Anycles och familjen björnspinnare. Inga underarter finns listade i Catalogue of Life.